# Stéphane Legar
Stéphane Gagba, né le 13 mai 1998 à Bat Yam, plus connu sous le nom de Stéphane Legar, est un chanteur, danseur et mannequin israélo-togolais.

## Biographie

### Enfance et études
Stéphane Gagba est né à Bat Yam, en Israël, de parents togolais, diplomates travaillant à l'ambassade du Nigéria en Israël. Il a une sœur aînée. Enfant, il passe la plupart de ses vacances au Togo.
À 12 ans, Stéphane Legar déménage avec sa famille à Holon près de Tel-Aviv. Il étudie au collège-lycée franco-israélien Mikveh Israel.

### Carrière
Après avoir obtenu la citoyenneté israélienne, il effectue son service dans l'armée israélienne, au sein d'une unité chargée d'expliquer le processus de recrutement aux lycéens.
En 2016, son premier tutoriel de danse est devenu viral quelques jours après sa publication. En 2019, il est devenu l'un des artistes les plus populaires d'Israël.
En 2022, il a participé comme candidat à la saison 12 de l'émission Danse avec les stars France sur TF1, sa danseuse était Calisson Goasdoué, il finit troisième de la compétition.

### Vie privée
Sa langue maternelle est le français mais il parle aussi l'anglais, l'hébreu, l'éwe et l'espagnol. Stéphane célèbre les fêtes juives avec ses amis, ainsi que Noël .

## Discographie

### Singles
- 2017 : Step Fun
- 2017 : DoubleDutch
- 2017 : Ils savent
- 2017 : Gagnant
- 2018 : Comme ci comme ça (En hébreu קומסי קומסה)
- 2018 : Merci
- 2019 : 2019
- 2019 : Kapara (en hébreu כפרה)
- 2019 : Mapiot (en hébreu מפיות)
- 2020 : Regarde ce que tu as fait (en hébreu תראי מה עשית)
- 2020 : Vida Loca
- 2021 : J’avance
- 2022 : Speed Life

Collaborations
- 2017 : Comme ça (feat. Julieta)
- 2017 : Arisa - Tikitas (avec Noa Kirel)
- 2018 : Maman (avec Itay Levi)
- 2018 : Tapez les mains (Skazi x Stéphane Legar)
- 2018 : Anniversaire (avec Ofek Hamalach)
- 2020: Yala (avec Tamta)
- 2020 : Rak Banot (avec Itay Levi)